# Litsea greenmaniana
Litsea greenmaniana är en lagerväxtart som beskrevs av C. K. Allen. Litsea greenmaniana ingår i släktet Litsea och familjen lagerväxter. Inga underarter finns listade i Catalogue of Life.